# Dvárka
Dvárka vagy Dváraka (gudzsaráti nyelven: દ્વારકા, angolul Dwarka) kisváros India nyugati részén, Gudzsarát államban, a Szaurástra- (Kathiawar-) félsziget nyugati csúcsán, az Arab-tenger partján. Lakossága 38 ezer fő volt 2011-ben. 
Jelentős hindu zarándokhely, egyike a hét szent indiai városnak. A hindu zarándokok egész évben özönlenek ide. A város fő temploma a gránitból és homokkőből épült 16. századi Dvárkádhís-templom.
A Mahábhárata irataiból ismert város, amit Krisna alapított - amikor eljött Mathurából - kicsit délebbre volt, és Krisna halála után egy nagy árhullám elpusztította. A régészeti feltárások hajó- és horgonymaradványt találtak a közelben a tenger mélyén az i. e. 3. évezredből és egy elsüllyedt város nyomait. Dvárka a középkorban a kalózok fészke volt. Itt hunyt el Mirábáj középkori misztikus költőnő.

## Fordítás
- Ez a szócikk részben vagy egészben  a   Dwarka című spanyol Wikipédia-szócikk fordításán alapul.  Az eredeti cikk szerkesztőit annak laptörténete sorolja fel. Ez a jelzés csupán a megfogalmazás eredetét és a szerzői jogokat jelzi, nem szolgál a cikkben szereplő információk forrásmegjelöléseként.
- Ez a szócikk részben vagy egészben  a   Dwarka című angol Wikipédia-szócikk fordításán alapul.  Az eredeti cikk szerkesztőit annak laptörténete sorolja fel. Ez a jelzés csupán a megfogalmazás eredetét és a szerzői jogokat jelzi, nem szolgál a cikkben szereplő információk forrásmegjelöléseként.